# Équation linéaire

Deux graphiques d'équations linéaires dans deux variables

Une équation à coefficients réels ou complexes est dite linéaire quand elle peut être présentée sous la forme
ax = b
ou, de manière équivalente
ax – b = 0,
où x est l'inconnue, a et b sont deux nombres donnés. Si a est différent de zéro, la seule solution est le nombre
x = b/a.
Plus généralement, une équation est dite linéaire lorsqu'elle se présente sous la forme
u(x) = b,
où u est une application linéaire entre deux espaces vectoriels E et F, b étant un vecteur donné de F. On recherche l'inconnue x dans E.
La linéarité permet d'effectuer des sommes et des combinaisons linéaires de solutions, ce qui est connu en physique sous le nom de principe de superposition. Les espaces  ont des structures d'espaces vectoriels ou affines. Les méthodes de l'algèbre linéaire s'appliquent et peuvent considérablement aider à la résolution.

## Applications
Les équations linéaires à coefficients réels sont les équations les plus simples à la fois à exprimer et à résoudre. Elles ont donc un intérêt en pédagogie des mathématiques, pour enseigner la mise en place de la méthode de résolution générale : mise en équation, application d'une méthode de résolution.
D'un point de vue concret, un certain nombre de phénomènes physiques peuvent se modéliser par une loi linéaire (ou loi proportionnelle). Une équation linéaire est l'expression d'un problème dont le phénomène peut se modéliser par une telle loi.
Enfin, des lois plus complexes peuvent prendre une forme linéaire :
- soit en la transformant par une fonction, soit par changement de variable ; par exemple, une loi en puissance y = Kxn (ou K et n sont des constantes) se transforme en loi linéaire par application du logarithme, ln y = ln K + n ln x ;
- soit par linéarisation, par exemple par développement limité du premier ordre.

## Résolution générale
Soient u une application linéaire de E dans F, et b un vecteur de F. On considère l'équation linéaire
u(x) = b.
L'équation
u(x) = 0,
dite équation homogène associée a pour solution le noyau de u, qui est un sous-espace vectoriel de E.
L'équation complète u(x) = b
- a des solutions si et seulement si b appartient à l'image de u ; elle est alors dite compatible (et incompatible sinon) ;
- dans ce cas, l'espace des solutions est un espace affine, dirigé par le noyau. En notant x0 une solution particulière de l'équation complète, l'espace solution est de la forme 
{\displaystyle \mathrm {S} =x_{0}+\ker u=\{x_{0}+k\mid k\in \ker u\}},

Ce qu'on retient souvent sous la forme « la solution de l'équation complète est la somme d'une solution particulière et de la solution générale de l'équation homogène associée ».

### Relations image-noyau
La résolution de l'équation revient donc à la détermination des espaces image et noyau de u. 
Le noyau est souvent plus facile à calculer que l'image, mais celle-ci peut être connue dans de nombreux cas grâce au théorème suivant.
Théorème d'isomorphisme des supplémentaires du noyau — 
Soit u une application linéaire de E dans F. Soit H un supplémentaire du noyau de u.
Alors H est isomorphe à l'image de u.
Plus précisément, la restriction de u à H induit un isomorphisme de H sur Im u.
Corollaire : relation rang-noyau — 
Avec les mêmes notations, si en outre l'espace de départ E est de dimension finie,
{\displaystyle \dim \ker u=\dim E-\dim \operatorname {Im} u}.
Cette formule est parfois appelée formule du rang.
Ou même, plus généralement, si le noyau est de codimension finie, cette codimension est égale à la dimension de l'image.

### Superposition de solutions
Si l'on additionne une solution de u(x) = b et une solution de u(x) = c, on obtient une solution de l'équation u(x) = b + c. On peut plus généralement effectuer des combinaisons linéaires de solutions, ce qui porte souvent le nom de superposition en physique.
Ainsi, si l'on doit résoudre u(x) = b pour un vecteur b général, on constate qu'il suffit d'effectuer la résolution pour les vecteurs b d'une base de F.
On peut essayer d'étendre la méthode de superposition à des « sommes infinies », c'est-à-dire des séries. Mais il faut alors justifier qu'on peut effectuer un passage à la limite.

### Exemple d'application: interpolation de Lagrange
Soient n + 1 scalaires distincts x0, …, xn et n + 1 scalaires  y0, …, yn. La recherche des polynômes P tels que pour tout i, P(xi) = yi est appelée problème d'interpolation de Lagrange.
Il s'agit d'un problème linéaire avec 
{\displaystyle u:{\begin{matrix}K[X]&\longrightarrow &K^{n+1}\\P&\longmapsto &(P(x_{0}),\dots ,P(x_{n}))\end{matrix}}\qquad b=(y_{0},\dots ,y_{n})}.
Le noyau de u est l'ensemble des polynômes nuls en x0, …, xn :
{\displaystyle \ker u=(X-x_{0})\dots (X-x_{n})K[X]=\{(X-x_{0})\dots (X-x_{n})Q\mid Q\in K[X]\}}.
Il admet pour supplémentaire l'espace Kn[X] des polynômes de degré inférieur ou égal à n.
En conséquence, l'image de u est de dimension n + 1, ce qui prouve que u est surjective et que le problème a toujours une solution. En outre,
{\displaystyle u_{1}:{\begin{matrix}K_{n}[X]&\longrightarrow &K^{n+1}\\P&\longmapsto &(P(x_{0}),\dots ,P(x_{n}))\end{matrix}}}
est un isomorphisme d'espaces vectoriels.
On en déduit les résultats d'existence et d'unicité suivants :
- le problème d'interpolation de Lagrange admet toujours des polynômes solutions ;
- un seul des polynômes solutions est de degré inférieur ou égal à n ;
- les autres s'en déduisent par ajout d'un multiple du polynôme (X  – x0)…(X  – xn).

Enfin, l'isomorphisme u1 peut être utilisé pour obtenir explicitement le polynôme d'interpolation de plus bas degré. Cela revient à déterminer l'antécédent de b par u1. Par linéarité, il suffit de déterminer les antécédents des vecteurs de la base canonique de Kn + 1.
Il est donc naturel de faire intervenir le problème d'interpolation élémentaire : trouver 
{\displaystyle L_{j}\in K_{n}[X]{\hbox{ tel que }}\forall i,\,0\leq i\leq n,\,L_{j}(i)=\delta _{i,j}}.
On aboutit alors naturellement à l'expression :
{\displaystyle L_{j}(X):=\prod _{0\leq i\leq n,i\neq j}{\frac {X-x_{i}}{x_{j}-x_{i}}}}
et enfin, pour le problème d'interpolation complet :
{\displaystyle P=\sum _{i=0}^{n}b_{j}L_{j}}.

## Dans les équations algébriques
Une équation linéaire à une inconnue x est une équation de la forme ax + b = 0 où a et b sont des réels (ou des complexes). Les réels a et b sont appelés des coefficients, a est le coefficient devant x et b le coefficient constant. On appelle aussi cette équation, une équation du premier degré à une inconnue.
Une équation linéaire à plusieurs inconnues x, y, z, … est une équation de la forme
ax + by + cz + dt + … = k
où a, b, c, … , k sont des réels (ou des complexes). De même ici, a est le coefficient devant x, b le coefficient devant y, … , k le coefficient constant.
L'ensemble des solutions d'une équation linéaire à n inconnues dont au moins un coefficient autre que le coefficient constant est non nul, est un sous-espace affine de dimension n – 1.
Cas des équations linéaires homogènes
Les équations linéaires homogènes sont celles dont le coefficient constant est nul.
Propriété : si (x, y, z, …) et (x', y', z', …) sont deux solutions d'une équation linéaire homogène alors il en est de même de (kx, ky, kz, …) et (x + x', y + y', z + z', …).
L'ensemble des solutions d'une équation linéaire homogène à n inconnues dont un coefficient au moins est non nul est un sous-espace vectoriel de dimension n – 1.
Voir aussi : Système d'équations linéaires

## Dans les équations différentielles
On parlera ici de fonctions définies sur ℝ ou sur ℂ à valeurs dans ℝ ou dans ℂ.
Une équation différentielle linéaire du premier ordre d'inconnue y est une équation de la forme
ay + by' = c
où a, b et c sont des fonctions numériques.
Une équation différentielle linéaire d'ordre n et d'inconnue y est une équation de la forme  
{\displaystyle a_{0}y+a_{1}y'+a_{2}y''+\ldots +a_{n}y^{(n)}=a_{n+1}}
où a0, a1, … , an et an + 1 sont des fonctions numériques et y(k) la dérivée d'ordre k de y.
Si a0, a1, … , an et an + 1 sont des constantes, on parle d'équation linéaire à coefficients constants.
Cas des équations homogènes
Si an + 1 = 0, l'équation différentielle linéaire est dite homogène.
Par exemple, y" + y = 0 est une équation différentielle linéaire homogène à coefficients constants.
Si y1 et y2 sont solutions d'une équation différentielle linéaire homogène alors il en est de même de ky1 et de y1 + y2 ;
Si l'on connaît une solution particulière d'une équation différentielle linéaire, la solution générale est formée de la somme de cette solution particulière avec la solution générale de l'équation linéaire homogène associée.